# Алту-Алегри-дус-Паресис

Алту-Алегри-дус-Паресис на карте штата.

Алту-Алегри-дус-Паресис (порт. Alto Alegre dos Parecis)  —  муниципалитет в Бразилии, входит в штат Рондония. Составная часть мезорегиона Восток штата Рондония. Входит в экономико-статистический микрорегион Какоал. Население составляет 14 045 человек на 2017 год. Занимает площадь 3 958,27 км². Плотность населения — 3,55 чел./км².

## Демография
Согласно сведениям, собранным в ходе переписи 2010 г. Бразильским институтом географии и статистики, население муниципалитета составляет:
| Полное население                               | Полное население                               | Полное население                               | Полное население                               | 12 816 |
| ---------------------------------------------- | ---------------------------------------------- | ---------------------------------------------- | ---------------------------------------------- | ------ |
| в том числе:                                   | Городское население                            | 3 657                                          | Процент городского населения, %                | 28,53  |
|                                                | Сельское население                             | 9 159                                          | Процент сельского населения, %                 | 71,47  |
|                                                | Мужское население                              | 6 739                                          | Процент мужского населения, %                  | 52,58  |
|                                                | Женское население                              | 6 077                                          | Процент женского населения, %                  | 47,42  |
| Плотность населения, чел/км²                   | Плотность населения, чел/км²                   | Плотность населения, чел/км²                   | Плотность населения, чел/км²                   | 3,24   |
| Население муниципалитета в % к населению штата | Население муниципалитета в % к населению штата | Население муниципалитета в % к населению штата | Население муниципалитета в % к населению штата | 0,82   |

По данным переписи 2017 года население муниципалитета составляет 14 045 жителей.

## Статистика
- Валовой внутренний продукт на 2005 составляет 90.226 mil реалов (данные: Бразильский институт географии и статистики).
- Валовой внутренний продукт на душу населения на 2005 составляет 6.001 реалов (данные: Бразильский институт географии и статистики).

## Важнейшие населенные пункты
| № | Населённый пункт        | Населённый пункт (порт.) | Категория | Население чел. (2010) | На карте                        |
| - | ----------------------- | ------------------------ | --------- | --------------------- | ------------------------------- |
| 1 | Алту-Алегри-дус-Паресис | Alto Alegre dos Parecis  | город     | 3657                  | 12°07′54″ ю. ш. 61°51′18″ з. д. |
| 2 | Флор-да-Серра           | Flor da Serra            | поселок   | 147                   | 12°27′28″ ю. ш. 61°54′57″ з. д. |